# Lama (budismo)
En el budismo tibetano, el lama (del tibetano bla-ma, maestro o guía espiritual) es una «autoridad en la doctrina», un maestro espiritual, alguien capaz de mostrar a otros el camino inequívoco a la liberación y la iluminación. Corresponde con el término sánscrito gurú (guru, en el sistema AITS, alfabeto internacional para la transliteración del sánscrito; गुरु, en escritura devanagari del sánscrito; pronunciado /gurú/ en sánscrito).
No debe confundirse monje con lama, pues el monacato no es un requisito para la condición de mentor espiritual. La tradición tibetana concede una importancia crucial al papel del maestro, sin el cual ningún logro espiritual es posible. Es por ello que el maestro es «la puerta a todas las comprensiones».